# منتخب أروبا لكرة القدم للسيدات
منتخب أروبا الوطني لكرة القدم للسيدات هو ممثل أروبا الرسمي في المنافسات الدولية في كرة القدم للسيدات، يديريه اتحاد أروبا لكرة القدم.